# Biologitjeskij Zakaznik Pasynki
Biologitjeskij Zakaznik Pasynki (ryska: Биологический Заказник Пасынки) är ett naturreservat i Belarus.   Det ligger i voblasten Minsks voblast, i den norra delen av landet, 120 kilometer norr om huvudstaden Minsk. Biologitjeskij Zakaznik Pasynki ligger vid sjön Vozera Naratj.
Runt Biologitjeskij Zakaznik Pasynki är det glesbefolkat, med 19 invånare per kvadratkilometer.